# Campionato mondiale di enduro 2015
Il Campionato mondiale di enduro 2015, ventiseiesima edizione dalla sua istituzione, ha avuto inizio il 18 aprile e si è concluderà il 3 ottobre dopo 8 prove.

## E1

### Sistema di punteggio e legenda
| Pos.  | 1  | 2  | 3  | 4  | 5  | 6  | 7 | 8 | 9 | 10 | 11 | 12 | 13 | 14 | 15 | 16 > |
| ----- | -- | -- | -- | -- | -- | -- | - | - | - | -- | -- | -- | -- | -- | -- | ---- |
| Punti | 20 | 17 | 15 | 13 | 11 | 10 | 9 | 8 | 7 | 6  | 5  | 4  | 3  | 2  | 1  | 0    |